# Hendrick
Tee Yee Neen Ho Ga Row, Teoniahigarawe o Tiyanoga, conegut pels anglesos com a King Hendrick (1680-1755) Cabdill de la Confederació Iroquesa. Líder mohawk d'origen mahican, ja el 1710 fou considerat pels britànics com un dels quatre "reis" iroquesos, i el tractaren com a tal. Donà suport als britànics contra els francesos i el 1740 visità Londres, cosa que l'enfrontà amb altres faccions iroqueses. El 1753 donà novament suport britànic a la Guerra franco-índia i va morir lluitant en la batalla de Lake George.